# Патриша Райс
Патриша Райс (на английски: Patricia Rice) е американска писателка на бестселъри в жанра съвременен и исторически любовен роман, и романтично фентъзи. Пише под псевдонима Джейми Куейд (на английски: Jamie Quaid) за своите паранормални трилъри.

## Биография и творчество
Патриша Райс е родена на 23 юли 1949 г. в Ню Йорк, САЩ. Израства в Кентъки. От детството си чете много книги в най-различни жанрове. След завършването на гимназията се омъжва за Доналд Райс. Има две деца – Корина и Дерек.
Работила е като касиер във веригата магазини „Уол-Март“. Учи и се дипломира се като експерт-счетоводител. Работи като такава на свободна практика.
В началото на 80-те години започва да пише романтична литература. Първият ѝ романс „Love's First Surrender“ е публикуван през 1984 г.
В началото на новия век започва да пише романтично фентъзи, а от 2010 г. и паранормални романтични трилъри под псевдонима Джейми Куейд.
Емоционално заредените произведения на Патриша Райс много често са в списъците на бестселърите. Имат многобройни номинации за различни литературни награди. Писателката е удостоена е с награди за цялостно творчество за различите направления на своите исторически романи от списание „Romantic Times“ през 1990 г., 1993 г. и 2000 г.
Член е на Асоциацията на писателите на романси на Америка и на „Novelists, Inc.“, на професионални счетоводни и благотворителни организации.
Патриша Райс живее със семейството си в Сейнт Луис, Мисури.

## Произведения

### Като Патриша Райс

#### Самостоятелни романи
- Love's First Surrender (1984)
- Lady Sorceress (1985)
- Moonlight Mistress (1985)
- Love Betrayed (1987)
- Indigo Moon (1988) – награда „Reviewer's Choice“
- Silver Enchantress (1988)
- Lord Rogue (1989)
- Cheyenne's Lady (1989)
- Love Forever After (1990)
- Touched by Magic (1992) – издадена и като „Dash of Enchantment“
- Mad Maria's Daughter (1992) – награда „Reviewer's Choice“
- Devil's Lady (1992)
- Shelter from the Storm (1993)
- Moonlight and Memories (1993)
- Denim and Lace (1996)
- Wayward Angel (1997)
- Garden of Dreams (1997)
- Blue Clouds (1998)
- Surrender (1998)
- Volcano (1999)
- Impossible Dreams (2000)
- Nobody's Angel (2001)
- All a Woman Wants (2001)
- California Girl (2004)
- Small Town Girl (2006)
- Sweet Home Carolina (2007)
- Evil Genius (2011)
- The English Heiress (2012)
- The Irish Duchess (2012)

#### Серия „Лунни мечти“ (Moon Dreams)
1. Moon Dreams (1991)
2. Rebel Dreams (1991)

#### Серия „Регентски романи“ (Regency Novels with Related Characters)
- Artful Deceptions (1992)
- The Genuine Article (1994)
- The Marquess (1997)

#### Серия „Твърде трудно да се справи“ (Too Hard To Handle)
1. Тексаската Лили, Texas Lily (1994)
2. Texas Rose (2012)
3. Texas Tiger (2012)
4. Texas Moon (2012)

#### Серия „Хартиен“ (Paper)
1. Paper Roses (1995)
2. Необмислена постъпка, Paper Tiger (1995)
3. Paper Moon (1996)

#### Серия „Магия“ (Magic)
1. Merely Magic (2000)
2. Must Be Magic (2002)
3. The Trouble with Magic (2003)
4. This Magic Moment (2004)
5. Much Ado About Magic (2005)
6. Magic Man (2006)

#### Серия „Калифония“ (Carolina Trilogy)
1. Almost Perfect (2002)
2. McCloud's Woman (2003)
3. Carolina Girl (2004)

#### Серия „Мистичен остров“ (Mystic Isle)
1. Mystic Guardian (2007)
2. Mystic Rider (2008)
3. Mystic Warrior (2009)

#### Серия „Непокорните синове“ (Rebellious Sons)
1. The Wicked Wyckerly (2010)
2. The Devilish Montague (2011)
3. Notorious Atherton (2013)

#### Серия „Малкълм и Ивес“ (Malcolm and Ives trilogy)
1. The Lure of Song and Magic (2012)
2. Trouble With Air and Magic (2013)

#### Серия „Каролина Магнолия“ (Carolina Magnolia)
1. Dixie Rebel (2013)
2. Imperfect Rebel (2013)
3. Rebel Charm (2013)
4. Carolina Rebel (2013)

#### Сборници
- „Keeping the Fire Hot“ в Secrets of the Heart (1994) – с Маделин Бейкър, Дженифър Блейк, Джорджина Джентри и Шърл Хенке
- A Regency Valentine (1991) – с Мери Балог, Катрин Кингсли, Ема Ланге и Джоан Улф
- Full Moon Magic (1992) – с Мери Балог, Гейл Бък, Шарлот Луис Долан и Анита Милс
- Moonlight Lovers (1993) – с Мери Балог, Джо Бевърли, Анита Милс и Мора Сийгър
- A Country Christmas (1993) – с Емили Кармайкъл, Рейн Кантрел, Керън Харпър и Джоди Томас
- Blossoms (1995) – с Мери Балог, Керън Харпър, Патриша Оливър и Маргарет Еванс Портър
- Angel Christmas (1995) – с Мери Балог, Мерилин Кембъл, Карол Нелсън Дъглас и Ема Мерит
- A Wedding Bouquet (1996) – с Ан Барбър, Карла Кели, Едит Лейтън и Патриша Оливър
- A Regency Christmas Feast (1996) – с Мери Балог, Сандра Хийт, Едит Лейтън и Барбара Мецгер
- Captured Hearts (1999) – с Мери Балог, Едит Лейтън, Мери Джо Путни и Джоан Улф
- Regency Delights (2011)
- Christmas Surprises (2011)
- Mischief and Mistletoe (2012) – с Джо Бевърли, Джоана Бърн, Никол Корник, Ан Грейси, Сюзън Фрейзър Кинг и Мери Джо Путни
- Tin-Stars and Troublemakers Box Set (2013) – с Адриен Деулф, Патриша Хейгън и Шарън Айла

### Като Джейми Куейд

#### Серия „Дъщерите на Сатурн“ (Saturn's Daughters)
1. Boyfriend from Hell (2012)
2. Damn Him to Hell (2013)
3. Giving Him Hell (2014)